# Dubrava
För andra betydelser, se Dubrava (olika betydelser).
Dubrava är en tidigare kommun och ett område eller del av Zagreb i Kroatien. Området är sedan 1999 administrativt uppdelat i två delar; Gornja Dubrava (Övre Dubrava) och Donja Dubrava (Nedre Dubrava). Områdets namn kan härledas från den slaviska toponymin Dub (ek).